# Hàng tồn kho

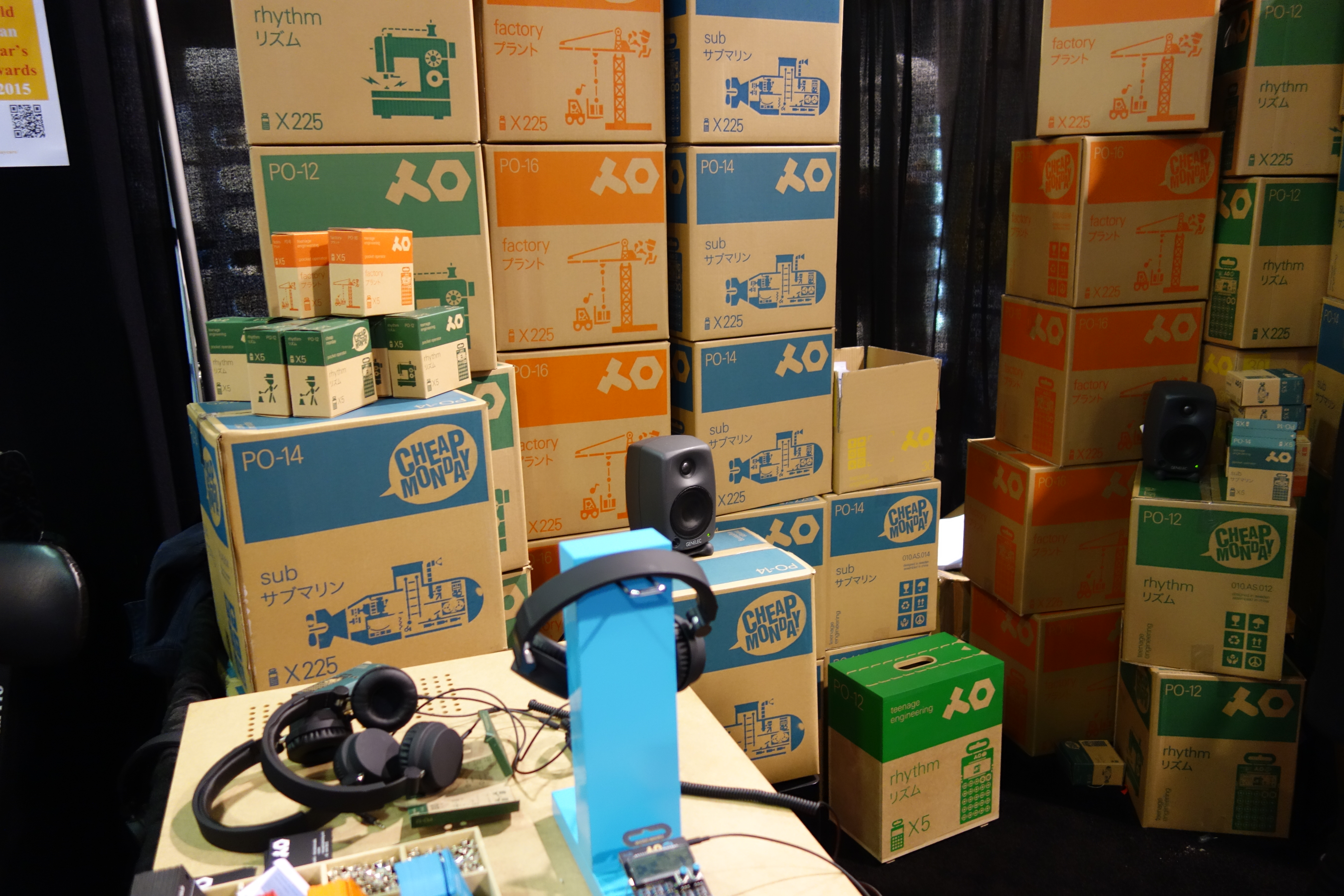
Hàng tồn kho linh kiện điện tử

Hàng tồn kho, hay hàng lưu kho (tiếng Anh - Anh: stock; tiếng Anh - Mỹ: inventory ), là danh mục nguyên vật liệu và sản phẩm hoặc chính bản thân nguyên vật liệu và sản phẩm dở dang (bán thành phẩm) đang được một doanh nghiệp giữ trong kho.
Quản lý hàng tồn kho là một lĩnh vực có chức năng chính là xác định hình dạng và vị trí của hàng hóa lưu kho. Nó được yêu cầu tại các địa điểm khác nhau tại một cơ sở hoặc trong nhiều địa điểm của một mạng lưới cung cấp để đi trước quá trình sản xuất và dự trữ nguyên liệu thường xuyên và theo kế hoạch.
Khái niệm về hàng tồn kho, vật tư tồn kho hoặc bán thành phẩm đã được mở rộng từ các hệ thống sản xuất đến các doanh nghiệp dịch vụ cho đến các dự án, bằng cách khái quát hóa định nghĩa là "tất cả công việc trong quá trình sản xuất - tất cả công việc đang hoặc đã xảy ra trước khi hoàn thành sản xuất". Trong bối cảnh của hệ thống sản xuất chế tạo, hàng tồn kho đề cập đến tất cả các công việc đã xảy ra - nguyên liệu, bán thành phẩm, thành phẩm trước khi bán và rời khỏi hệ thống sản xuất. Trong bối cảnh dịch vụ, hàng tồn kho đề cập đến tất cả công việc được thực hiện trước khi bán, bao gồm cả thông tin được xử lý một phần.

## Định nghĩa
Phạm vi quản lý hàng tồn kho liên quan đến sự cân bằng giữa sự bổ sung trong khoảng thời gian thực hiện công đoạn sản xuất, chi phí tồn kho, quản lý tài sản, dự báo hàng tồn kho, định giá hàng tồn kho, tính minh bạch hàng tồn kho, dự báo giá hàng tồn kho trong tương lai, hàng tồn kho vật lý, không gian vật lý, quản lý chất lượng, bổ sung, đổi trả lại và lỗi hàng hóa, và dự báo nhu cầu. Cân bằng các yêu cầu cạnh tranh này dẫn đến mức tồn kho tối ưu, đó là một quá trình liên tục khi doanh nghiệp cần thay đổi và phản ứng với môi trường rộng lớn hơn.
Quản lý hàng tồn kho liên quan đến một nhà bán lẻ là tìm cách để có được và duy trì một chủng loại hàng hóa thích hợp trong khi việc đặt hàng, vận chuyển, xử lý và chi phí liên quan được khống chế. Nó cũng liên quan đến hệ thống và quy trình xác định yêu cầu hàng tồn kho, đặt mục tiêu, cung cấp kỹ thuật bổ sung, báo cáo trạng thái tồn kho thực tế và dự kiến và xử lý tất cả các chức năng liên quan đến theo dõi và quản lý vật tư. Điều này sẽ bao gồm việc giám sát vật tư vào và ra khỏi các vị trí kho và điều chỉnh số dư hàng tồn kho. Nó cũng có thể bao gồm phân tích ABC, theo dõi lô hàng, hỗ trợ đếm chu kỳ, vv. Quản lý hàng tồn kho với mục tiêu chính là xác định / kiểm soát mức tồn kho trong phạm vi hệ thống phân phối vật lý, vận hành để cân bằng nhu cầu sản phẩm sự cần thiết phải giảm thiểu chi phí dự trữ và xử lý hàng tồn kho.

## Hàng tồn kho kinh doanh

### Lý do tồn kho hàng hóa
Có 5 lý do chính khiến doanh nghiệp có nhu cầu về hàng tồn kho.
1. Thời gian: Có độ trễ về thời gian trong chuỗi cung ứng (gọi thời gian thực hiện - tiếng Anh: lead time), từ người cung ứng đến người sử dụng ở mọi khâu, đòi hỏi doanh nghiệp phải tích trữ một lượng hàng nhất định để đảm bảo nguồn nguyên vật liệu cho sản xuất hoặc đảm bảo có sản phẩm cung ứng cho người mua.
2. Nhu cầu theo mùa: Nhu cầu thay đổi theo chu kỳ, nhưng năng lực sản xuất là cố định. Điều này có thể dẫn đến tích trữ hàng tồn kho, như ví dụ về hàng hóa tiêu thụ chỉ trong các ngày lễ có thể dẫn đến sự tích trữ hàng tồn kho lớn với dự đoán tiêu thụ trong tương lai.
3. Tính bất định: Có những bất trắc nhất định trong nguồn cung, nguồn cầu, trong giao nhận hàng khiến doanh nghiệp muốn trữ một lượng hàng nhất định để dự phòng. Trong trường hợp này, hàng tồn kho giống như một cái giảm sốc.
4. Tính kinh tế nhờ quy mô: Để khai thác tính kinh tế nhờ quy mô. Nếu không có hàng tồn kho, doanh nghiệp sẽ cần tăng cường hoạt động logistics để nhận hay giao hàng. Điều này khiến cho chi phí logistics tăng lên. Vì thế, doanh nghiệp có thể muốn trữ hàng đợi đến một lượng nhất định thì mới giao hàng nhằm giảm chi phí logistics.
5. Tăng giá trị: Trong một số trường hợp, một số hàng tồn kho đạt được giá trị yêu cầu khi nó được giữ trong một khoảng thời gian để cho phép nó đạt được tiêu chuẩn mong muốn để tiêu thụ hoặc sản xuất. Ví dụ bia trong ngành công nghiệp sản xuất bia.

Tất cả những lý do trên có thể áp dụng cho bất kỳ chủ sở hữu hoặc sản phẩm nào.

### Các thuật ngữ đặc biệt được sử dụng giải quyết quản lý hàng tồn kho
- Đơn vị lưu kho (SKU: Stock-Keeping Unit): SKU là số nhận dạng nội bộ rõ ràng được gán cho từng sản phẩm và các biến thể của chúng. SKU có thể là bất kỳ kết hợp nào giữa các chữ cái và số được chọn, miễn là hệ thống nhất quán và được sử dụng cho tất cả các sản phẩm hàng tồn kho.[6]
- Hết hàng trong kho (Stockout): Có nghĩa là hết hàng tồn kho của một SKU.[7]
- "Hàng tồn kho lâu năm" (NOS: New old stock): Là một thuật ngữ được sử dụng trong kinh doanh để chỉ những mặt hàng đang được chào bán đã được sản xuất từ lâu nhưng chưa bao giờ được sử dụng. Các hàng hóa như vậy có thể không được sản xuất nữa và tồn kho lâu năm có thể đại diện cho nguồn thị trường duy nhất của một mặt hàng cụ thể tại thời điểm hiện tại.

### Các loại hình
1. Hàng tồn kho an toàn/Hàng tồn kho đệm (safety stock/ buffer)
2. Ngưỡng tái cấp
3. Hàng tồn kho theo chu kỳ (cycle stock): Được sử dụng trong các quy trình sản xuất theo lô. Nó là hàng tồn kho có sẵn, không bao gồm hàng tồn kho đệm.
4. Tách rời (de-coupling): Hàng tồn kho đệm giữa các máy trong một quy trình duy nhất, đóng vai trò là vật đệm cho máy tiếp theo cho phép luồng công việc trôi chảy thay vì chờ máy trước hoặc máy tiếp theo trong cùng một quy trình.
5. Hàng tồn kho dự báo (anticipation stock): Hàng tồn kho tích lũy cho các giai đoạn nhu cầu tăng cao. Ví dụ: Kem cho mùa hè.
6. Hàng tồn kho trên đường vận chuyển (pipeline stock): Hàng hóa đang trong quá trình vận chuyển hoặc đang trong quá trình phân phối - đã rời khỏi nhà máy nhưng chưa đến tay khách hàng.

Lượng sử dụng trung bình hàng ngày / hàng tuần X Thời gian thực hiện tính theo ngày + Lượng hàng tồn kho an toàn

### Ví dụ về hàng tồn kho
Trong khi các nhân viên kế toán thường thảo luận về hàng tồn kho theo quan điểm coi như mặt hàng để bán thì các tổ chức - nhà sản xuất, nhà cung cấp dịch vụ và tổ chức phi lợi nhuận - cũng có hàng tồn kho (đồ đạc, đồ nội thất, vật tư, v.v.) mà họ không có ý định bán. Hàng tồn kho của các nhà sản xuất, nhà phân phối và nhà bán buôn thường nằm trong nhà kho. Hàng tồn kho của các nhà bán lẻ có thể tồn tại trong kho hoặc trong cửa hàng, nơi khách hàng có thể tiếp cận. Hàng tồn kho không dành để bán cho khách hàng hoặc người tiêu dùng có thể được giữ trong bất kỳ cơ sở nào mà tổ chức sử dụng. Tồn kho giữ nằm im một số tiền và nếu không được kiểm soát sẽ không thể biết được mức độ thực tế của hàng tồn kho và do đó không thể kiểm soát chúng.
Tuy có nhiều lý do nắm giữ hàng tồn kho đã được đề cập trước đó, hầu hết các tổ chức sản xuất thường chia hàng tồn kho "hàng hóa để bán" của họ thành:
- Nguyên vật liệu – Vật liệu và các thành phần dự kiến sử dụng trong việc tạo ra một sản phẩm.
- Sản phẩm đang chế tạo (WIP) hay bán thành phẩm – Vật liệu và các thành phần đã bắt đầu quá trình chuyển đổi sang thành phẩm.
- Thành phẩm – Hàng sẵn sàng để bán cho khách hàng.
- Hàng hóa để bán lại - Hàng trả lại có thể bán được.
- Hàng tồn kho trên đường vận chuyển.
- Hàng tồn kho ký gửi - Hàng gửi để bán.
- Cung cấp duy trì.

Ví dụ:

#### Sản xuất chế tạo
Kho vật liệu của một nhà sản xuất thực phẩm đóng hộp bao gồm các thành phần để tạo thành thực phẩm đóng hộp, hộp/lon rỗng và nắp đậy của chúng (hoặc các cuộn thép hay nhôm để sản xuất các thành phần đó), nhãn mác và bất kỳ thứ gì khác (như vật liệu hàn, keo v.v.) sẽ hình thành một phần của một hộp/lon hoàn chỉnh. Bán thành phẩm của công ty bao gồm các vật liệu đó từ khi đưa chúng vào sản xuất cho đến khi hoàn thành và sẵn sàng để bán cho các khách hàng bán buôn hay bán lẻ. Đây có thể là các thùng đựng thức ăn đã chuẩn bị, lon đầy chưa được dán nhãn hay các thành phần thực phẩm đã được pha trộn một phần. Nó cũng có thể bao gồm các lon thành phẩm chưa được đóng vào thùng cacton hay các tấm nâng hàng. Hàng thành phẩm tồn kho của công ty bao gồm tất cả các hộp/lon đã chứa đầy thực phẩm và dán nhãn mác đang nằm trong kho mà công ty đã sản xuất và muốn bán cho các nhà phân phối thực phẩm (bán buôn), cho các cửa hàng tạp hóa (nhà bán lẻ) và thậm chí có thể cho người tiêu dùng thông qua các thỏa thuận như cửa hàng nhà máy và các trung tâm tiêu thụ.

#### Dự án vốn
Công việc đã hoàn thành một phần (hoặc công việc đang xử lý) là thước đo hàng tồn kho tích lũy trong quá trình thực hiện công việc của một dự án vốn, như gặp phải trong xây dựng cơ sở hạ tầng dân sự hoặc dầu khí. Hàng tồn kho có thể không chỉ phản ánh các mặt hàng vật lý (như vật liệu, bộ phận, cụm phụ đã hoàn thành một phần) mà còn cả quá trình xử lý kiến thức (như thiết kế kỹ thuật đã hoàn thành một phần của các thành phần và các bộ phận lắp ráp sẽ được chế tạo).

#### Hàng tồn kho ảo
Một "hàng tồn kho ảo" (còn được gọi là "hàng tồn kho ngân hàng") cho phép một nhóm người dùng chia sẻ các phần chung, đặc biệt là tính sẵn sàng của chúng trong thời gian ngắn có thể là quan trọng nhưng có thể chúng không có khả năng đáp ứng yêu cầu của nhiều hơn một vài thành viên ngân hàng cùng một thời điểm. Hàng tồn kho ảo cũng cho phép các nhà phân phối và nhà thực thi vận chuyển hàng hóa đến các nhà bán lẻ trực tiếp từ hàng tồn kho bất kể hàng tồn kho được lưu giữ trong một cửa hàng bán lẻ, phòng kho (trong một cửa hàng) hay kho.

### Chi phí liên quan đến hàng tồn kho
Có một số chi phí liên quan đến hàng tồn kho:
- Chi phí đặt hàng
- Chi phí thiết lập
- Chi phí dự trữ trong kho
- Chi phí do thiếu hàng dự trữ

## Nguyên tắc cân đối hàng tồn kho

### Mục đích
Cân đối hàng tồn kho là mục tiêu của quản lý hàng tồn kho theo nhu cầu. Kết quả tối ưu chính là có sẵn số lượng hàng tồn kho trong cùng một số ngày (hoặc giờ, v.v.) đối với tất cả các sản phẩm để thời gian hết hàng của tất cả các sản phẩm sẽ đồng thời. Trong trường hợp như vậy sẽ không có "hàng tồn kho dư thừa", nghĩa là hàng tồn kho sẽ còn sót lại của một sản phẩm khác khi sản phẩm đầu tiên hết hàng. Hàng tồn kho dư thừa là gần tối ưu vì tiền chi ra để có được nó có thể đã được sử dụng tốt hơn ở nơi khác, tức là cho sản phẩm vừa hết.
Mục tiêu thứ hai của cân đối hàng tồn kho là tối thiểu hóa hàng tồn kho. Bằng cách tích hợp dự báo nhu cầu chính xác với quản lý hàng tồn kho, thay vì chỉ nhìn vào mức trung bình trong quá khứ, một kết quả chính xác và tối ưu hơn nhiều được mong đợi.
Việc tích hợp dự báo nhu cầu vào quản lý hàng tồn kho theo cách này cũng cho phép dự đoán điểm "có thể phù hợp" khi việc lưu trữ hàng tồn kho bị giới hạn trên cơ sở mỗi sản phẩm.

### Ứng dụng
Kỹ thuật cân đối hàng tồn kho là thích hợp nhất đối với hàng tồn kho mà người tiêu dùng chưa từng thấy, trái ngược với các hệ thống "luôn chứa đầy" nơi người tiêu dùng mua lẻ muốn xem toàn bộ kệ sản phẩm họ muốn mua để không nghĩ rằng họ đang mua thứ gì đó cũ kỹ, không mong muốn hoặc lỗi thời; và phân biệt với các hệ thống "điểm kích hoạt" nơi sản phẩm được cấp thêm khi đạt đến một mức nhất định; cân đối hàng tồn kho được sử dụng hiệu quả bởi các quy trình sản xuất đúng lúc và các ứng dụng bán lẻ nơi mà sản phẩm bị ẩn khỏi tầm nhìn.
Một ví dụ ban đầu về cân đối hàng tồn kho được sử dụng trong một ứng dụng bán lẻ ở Hoa Kỳ là cho nhiên liệu động cơ. Nhiên liệu động cơ (ví dụ: xăng) thường được lưu trữ trong các bể chứa dưới lòng đất. Những người lái xe không biết họ đang mua xăng ở đỉnh hay đáy bể, mà họ cũng không cần quan tâm tới điều đó. Ngoài ra, các bể chứa này có dung lượng tối đa và không thể chứa đầy. Cuối cùng, sản phẩm đắt tiền. Cân đối hàng tồn kho được sử dụng để cân bằng hàng tồn kho của các loại nhiên liệu động cơ khác nhau, mỗi loại được lưu trữ trong các bể chuyên dụng, tỷ lệ với doanh số của từng loại. Hàng tồn kho dư thừa không được nhìn thấy hay được đánh giá bởi người tiêu dùng, vì vậy nó chỉ đơn giản là tiền chìm (theo nghĩa đen) trong đất. Cân đối hàng tồn kho giảm thiểu lượng hàng tồn kho dư thừa trong các bể chứa dưới lòng đất. Ứng dụng này cho nhiên liệu động cơ được phát triển và triển khai lần đầu tiên bởi Petrolsoft Corporation vào năm 1990 cho Công ty Sản phẩm Chevron. Hầu hết các công ty xăng dầu lớn sử dụng các hệ thống như vậy ngày nay.